# Cinco Reis de Wa
Os Cinco Reis de Wa (倭の五王, Wa No Go Ō, literalmente: "Cinco Reis de Wa") foram reis do antigo Japão, que receberam o nome de Wa, no século V, que enviaram emissários à China para fortalecer a legitimidade das suas reivindicações ao poder, obtendo assim o reconhecimento do imperador chinês. Desconhece-se detalhes da sua existência. De acordo com escrituras chinesas, os seus nomes eram San (讃), Chin (珍), Sai (濟), Kō (興) e Bu (武).

## Registos chineses e títulos obsequiados aos Reis de Wa
| Calendário gregoriano (AC) | Dinastia Chinesa       | Calendário chinês | Rei de Wa                                    | Descrição | Fonte chinesa original                                     |
| -------------------------- | ---------------------- | ----------------- | -------------------------------------------- | --- | ---------------------------------------------------------- |
| 413                        | Dinastia Jin (265-420) | 義熙 9            | Desconhecido, San no Livro de Liang, 諸夷伝. | Rei de Wa enviou um súbdito. | O Livro de Jin, 安帝紀, Leituras Imperiais da era Taiping. |
| 421                        | Jin                    | 永初 2            | San.                                         | Rei San enviou um súbdito a Jin. Emperador Wu de Liu Song outorga, possivelmente, o título 安东将军倭国王, a San. | Livro de Song, 倭国伝.                                     |
| 425                        | Jin                    | 元嘉 2            | San.                                         | Rey San enviou um 司馬 Sōtatsu enviando-o para o imperador Wen de Liu Song como presente. | Livro de Song, 倭国伝.                                     |
| 430                        | Jin                    | 元嘉 7            | Possivelmente San.                           | Em janeiro, o Rei de Wa enviou um tributo. | Livro de Song, 文帝紀.                                     |
| 438                        | Jin                    | 元嘉 15           | Chin.                                        | Quando o Rei San faleceu, seu irmão mais jovem Chin subiu ao trono. Chin enviou-lhe uma homenagem com o título de "使持节都督倭百斉新罗任那秦韩慕韩六国诸军事安东太将军倭国王". Em abril, o imperador Wen nomeou Chin com o título de "安東将軍倭国王". Depois, o imperador nomeou Wa Zui a outros 13 subordinados de Chin com o título de "平西征虜冠軍輔国将軍". | Livro de Song, 文帝紀 e 倭国伝.                            |
| 443                        | Jin                    | 元嘉 20           | Sai.                                         | Sai enviou um tributo que detinha o título de "安東将軍倭国王". | Livro de Song, 倭国伝.                                     |
| 451                        | Jin                    | 元嘉 28           | Sai.                                         | Rei Sai foi nomeado com o título "使持節都督倭新羅任那加羅秦韓慕韓六国諸軍事" assim como também de "安東将軍". Em julho, Sai recebeu o título de "安東太将軍". 23 subordinados receberam o título. | Livro de Song,文帝紀 y 倭国伝.                             |
| 460                        | Jin.                   | 大明 4            | Possivelmente Sai.                           | Em dezembro, o Rei de Wa enviou um tributo. |                                                            |
| 462                        | Jin.                   | 大明 6            | Kō.                                          | Em março, o imperador Xiaowu de Liu Song nomeou Kō, um príncipe de Sai com o título de "安東将軍倭国王". | Livro de Song, 孝武帝紀 y 倭国伝.                          |
| 477                        | Jin.                   | 昇明 1            | Bu.                                          | Em novembro, o Rei de Wa enviou um tributo. Quando o Rei Kō morreu, seu irmão mais novo Bu subiu ao trono. Bu utilizou o título "使持節都督倭百斉新羅任那加羅秦韓慕韓七国諸軍事安東太将軍倭国王". | Livro de Song, 順帝紀 e 倭国伝.                            |
| 478                        | Jin.                   | 昇明 2            | Bu.                                          | Bu exibiu o título de "开府仪同三司" e solicitou a nomeação oficial. Imperador Shun de Liu Song nomeou Bu com o título de "使持節都督倭新羅任那加羅秦韓慕韓六国諸軍事安東太将軍倭王". | Livro de Song, 順帝紀 y 倭国伝.                            |
| 479                        | Dinastia Qi do Sul     | 建元 1            | Bu.                                          | Imperador Gao de Qi do Sul nomeou Bu com o título de "鎮東太将軍". | Livro de Qi, 倭国伝.                                       |
| 502                        | Dinastia Liang         | 天監 1            | Bu.                                          | Em abril, o imperador Wu de Liang nomeou Bu com o título de "征東将軍". O título foi possivelmente confundido com o título de 征東太将軍. | Livro de Liang, 倭国伝.                                    |

Estes eram títulos de governantes militares de vários paises. As nomeações refletem a luta pela hegemonia sobre a região entre Koguryo e Wa, e é representado com a Estrela Gwanggaeto.